# Kirsten Siggaard
Kirsten Elisabeth Siggaard Andersen (født 7. september 1954 i Slagelse) er en dansk sangerinde og skuespiller.
Kirsten Siggaard, der oprindeligt er bankuddannet, blev kendt i den brede offentlighed, da hun stillede op i Dansk Melodi Grand Prix 1983. Hun deltog hvert år frem til 1990, dog med undtagelse af 1989. Sammen med Søren Bundgaard i duoen Hot Eyes vandt hun i 1984 med "Det' lige det", i 1985 med "Sku' du spørg' fra no'en" og i 1988 med "Ka' du se hva' jeg sa'".
Kirsten Siggaard har desuden medvirket i flere teaterstykker og musicals, bl.a. har hun spillet hovedpersonen Edith Piaf i Piaf på Det Ny Teater i 1991. I 1993 var hun med i Les Misérables på Østre Gasværk. Hun har også medvirket i mange revyer, bl.a. Nykøbing Falster Revyen.
I spillefilmen Under stjernerne på himlen fra 2025 bliver en rolle som Kirsten Siggaard spillet af Zinnini Elkington.

## Dansk Melodi Grand Prix
| Deltagelser i Dansk Melodi Grand Prix |                          |       |       |                       |
| År                                    | Sang                     | Plads | Point | Note                  |
| 1983                                  | Og livet går             | 7     | 22    | med gruppen Sir Henry |
| 1984                                  | Det' lige det            | 1     | 47    | med Søren Bundgaard   |
| 1985                                  | Sku' du spørg' fra no'en | 1     | 58    | med Søren Bundgaard   |
| 1986                                  | Sig det som det er       | 4     | 17    | med Søren Bundgaard   |
| 1987                                  | Farvel og tak            | 5     | 6     | med Søren Bundgaard   |
| 1988                                  | Ka' du se hva' jeg sa'   | 1     | 29    | med Søren Bundgaard   |
| 1990                                  | Inden længe              | 6     | -     | som solist            |

| Deltagelser i Eurovision Song Contest |         |                          |       |       |
| År                                    | Land    | Sang                     | Plads | Point |
| 1984                                  | Danmark | Det' lige det            | 4     | 101   |
| 1985                                  | Danmark | Sku' du spørg' fra no'en | 11    | 41    |
| 1988                                  | Danmark | Ka' du se hva' jeg sa'   | 3     | 92    |

## Diskografi
- Kirsten (Virgin, 1989)
- Piaf (Polydor, 1991)
- Sirenernes favn (Scandinavian, 1994)
- Jul i Kronborg (Elap, 1994)
- Mit liv Med Patsy Cline (Harlekin, 2000)
- En aften med... (Pan Vision, 2011)
- Min jul (EMI, 2011)
- My Favorite Love Songs (Ariola, 2016)